# Клопка за мушкарце
Клопка за мушкарце (енгл. Heartbreakers) је америчка комедија из 2001. године. Главне улоге тумаче Сигорни Вивер, Џенифер Лав Хјуит, Реј Лиота, Џејсон Ли и Џин Хекман. Сигорни Вивер је за улогу Макс била номинована за награду Златни сателит. Радња се врти око разрађене преваре коју ради тим мајка и ћерка, како би извукле новац од богатих мушкараца и о томе шта се догађа током њихове последње заједничке преваре.

## Радња
Максин и Пејџ Конерс су мајка и ћерка и тим превараната. Када филм почне, Конерсове завршавају превару над Дином Куманом, власником продавнице ауто-каросерије и ситног криминалца. Превара, коју су Конерсове извеле много пута пре на другим мушкарцима, иде тако што Макс заведе богаташа и уда се за њега, а потом прве брачне ноћи брзо заспи, како би избегла секс. Затим га Пејџ (за коју мушкарци не знају да је Максина ћерка) намами у компромитујући положај у ком их затекне Максин. Она се моментално разводи уз велику новчану нагодбу и превара је успешна.
Пејџ говори мајци да од сад жели самостално да ради преваре. Макс се у почетку опире, али кад оду у банку да поделе зараду, са њима се суочава жена из пореске управе која им говори да дугују влади знатан износ поврх остатка своје уштеђевине, која им је већ одузета. Пејџ невољно пристаје да сарађује са Макс на последњој превари, у Палм Бичу, како би добиле довољно новца за исплату пореској и за Пејџ да започне самостално. За мету бирају удовца Вилијама Б. Тензија, дуванског барона који је зависник од свог производа, цигарета.
Док ради на главној превари око Тензија, Пејџ започиње сопствену превару без мајчиног знања. За мету бира младог бармена Џека, „тешког” три милиона долара. Представља му се као Џејн и почиње да развија искрена осећања према њему. Макс сазнаје за њен план и наговара Пејџ да прекине везу, што Пејџ нерадо учини.
Након што су се решиле његове кућне помоћнице која им је стајала на путу, Тензи проси Макс (која се представља као Рускиња Олга) пре заказаног рока, али пре него што се венчају, он се случајно угуши и умре у Максиној хотелској соби. Док Макс и Пејџ размишљају шта ће учинити са телом, стиже Дин, који је трагао за Макс да јој се извини и опет је проси. Дин открива да су Макс и Пејџ преваранткиње и прети да ће позвати полицију. Макс нуди да врати Дину новац за нагодбу развода ако ће им он помоћи да учине да изгледа као да је Тензијева смрт била несрећа у његовој кући. Макс открива Пејџ да пореска заправо није узела њихов новац. Она жена је била Максин некадашњи ментор, Барбара, која је пристала да помогне Максин да спречи Пејџ да оде. Међутим, када Макс, Пејџ и Дин оду у банку, сазнају да је Барбара преварила Максин и узела сав њен новац.
Како би помогла Макс, Пејџ се враћа Џеку и прихвата његову просидбу, планирајући да изведе уобичајену превару. Пејџ инсистира на томе да је Џек неће преварити са Макс, али је сломљена када (као по плану) током њихове прве брачне ноћи провали у собу своје мајке и нађе га у компромитујућем положају са њом. Након развода из ког је извукла 1,5 милион долара, Дин се суочава са Макс о њеном поштењу и Макс му признаје да ју је Џек заправо одбио и да је морала да га дрогира, али она брани своје поступке говорећи да би Џек на крају ипак повредио Пејџ и да је само хтела да је заштити.
На крају, Макс говори Пејџ истину, признајући да су је њени напори да је заштити на крају само повредили на друге начине. Пејџ се врати Џеку, враћајући му бар који је морао да прода како би платио нагодбу и говори му своје право име. Макс и Дин се такође зближавају. Дин признаје да и даље воли Максин упркос ономе што му је урадила. У последњој сцени филма, Дин, користећи име Стенли, заводи Барбару, а Макс их гледа издалека двогледом, што значи да Макс и Дин сада раде заједно како би вратили Максин новац од Барбаре.

## Улоге
| Глумац             | Улога                                         |
| ------------------ | --------------------------------------------- |
| Сигорни Вивер      | Максин Конерс                                 |
| Џенифер Лав Хјуит  | Пејџ Конерс                                   |
| Реј Лиота          | Дин Кумано                                    |
| Џејсон Ли          | Џек Винтроу                                   |
| Џин Хекман         | Вилијам Б. Тензи                              |
| Ен Банкрофт        | Барбара                                       |
| Нора Дан           | Госпођица Мадрес, домаћица Вилијама Тензија   |
| Хулио Оскар Мечосо | Лео, Џеков пријатељ, обезбеђење               |
| Џефри Џонс         | Господин Апел, Палм Спрингс Хотел менаџер     |
| Рики Џеј           | аукционар                                     |
| Зак Галифанакис    | Бил, Џеков пријатељ, кувар                    |
| Сара Силверман     | Линда, Џекова другарица, конобарица           |
| Кери Фишер         | Госпођица Суприн, Максинин адвокат за разводе |
| Кевин Нилон        | човек у бару                                  |
| Иља Баскин         | Владимир, конобар у руском ресторану          |